# Ultime parole famose
Le ultime parole famose sono, secondo un'espressione italiana dal tono scherzoso, affermazioni pronunciate in maniera decisa e definitiva e poi smentite dai fatti.

## La Settimana Enigmistica e Bort
Questa espressione si è ampiamente diffusa - in Italia - anche grazie alle vignette che l'artista  Bort  (pseudonimo di Mario Bortolato) iniziò a illustrare per la rivista  La Settimana Enigmistica a partire dal 1962  fino ad alcuni anni prima della sua morte (avvenuta nel 2019), lasciando alcune tavole che permisero di perpetuare il suo contributo al 2017. La caratteristica della vignetta, presente in ogni uscita, solitamente in basso a destra della terza di copertina, era quella di essere, fra le altre che costituivano le pagine finali della rivista, di avere il titolo "Le ultime parole famose" ed essere riquadrata in maniera diversa dalle altre.  
La vignetta, assegnata ad altri disegnatori, è tuttora regolarmente presente nelle uscite del settimanale,